# Чєрна Вода (притока Долинки)
Чєрна Вода (словац. Čierna voda) — річка; права притока Долинки, протікає в окрузі Турчянські Теплиці.
Довжина приблизно 7.5 км. Витік знаходиться в масиві Турчанська улоговина — на висоті приблизно 495—500 метрів. Впадає Мошовський потік.
Протікає територією сіл Мошовці і Борцова.. Впадає в Долинку на висоті приблизно 440—445 метрів.